# Les Chouans (film)
Pour les articles homonymes, voir Chouan (homonymie).
Pour plus de détails, voir Fiche technique et Distribution.
Les Chouans est un film français réalisé par Henri Calef, tourné en 1946 et sorti en 1947, adapté du roman Les Chouans ou La Bretagne en 1799 d'Honoré de Balzac. Le scénario du film se déroule en 1799, sous le Directoire, le jeune marquis de Montauran débarque en Vendée pour prendre la tête des Chouans qui s’arment pour le retour du roi et dont les deux premières révoltes furent maîtrisées par les soldats de la République. Une royaliste passionnée, Madame de Gua, lui prête main-forte, alors qu’il tombe amoureux de la belle Marie-Nathalie de Verneuil qui, envoyée par la police de Joseph Fouché, est chargée de le séduire afin de l’attirer dans un piège pour le faire capturer.

## Résumé
Préambule : La pacification de la Vendée et de la Bretagne en 1795-96, après les deux premières grandes révoltes de la Chouannerie, n’avait pas éteint dans tous les cœurs la haine de la République. Des irréductibles auxquels s’étaient mêlés des gens sans scrupule, plus soucieux de piller les diligences que de rétablir la Royauté, avaient décidé de rallumer une nouvelle révolte en Bretagne, au moment où à Paris le régime du Directoire, malmené par de durs combats sur les frontières de l’est de la France, allait être renversé par celui plus autoritaire du Consulat, au profit du 1er consul : Napoléon Bonaparte.
Les partisans du prétendant au trône en exil, Louis XVIII, chargent le fougueux marquis Jean de Montauran (Jean Marais) de relever l'étendard d’une troisième révolte des « Blancs » qui combattent pour « Dieu et le roi ».
Celui-ci, en grand secret, en provenance de l’Angleterre, débarque dans la baie du Mont-Saint-Michel pour rejoindre la Vendée. Sur place, il est vivement déçu par la médiocrité des chefs qui ne savent que demander de l'argent. Il tente de les fédérer avec l'aide des véritables âmes de la révolte, l’abbé Gudin (Louis Seigner) et la belle madame du Gua (Madeleine Robinson), une intrépide et irréductible royaliste. C’est avec elle que le marquis de Montauran se rend à Fougères pour rejoindre les insurgés chouans. Sur la route, dans une auberge d'Alençon, ils attendent un messager qui doit leur apporter de l'or. Durant cette longue attente, Montauran trouve quelque réconfort, malgré la jalousie de madame de Gua, auprès de la charmante aristocrate Marie de Verneuil (Madeleine Lebeau), qu’il séduit facilement, tout en ignorant qu'en réalité c’est une espionne au service de la République. Marie est manipulée par un policier habile, ambitieux et peu scrupuleux, Corentin (Marcel Herrand). Dépêché par Paris, celui-ci arrive sur place, bien décidé à faire tomber la tête du marquis.
La ville est mise en état de siège par les « Bleus » de la troupe républicaine du commandant Hulot (Pierre Dux). Devant se rendre aussi à Fougères, Marie de Verneuil, propose de partager sa diligence avec le marquis et madame de Gua, pour sortir de la ville, sous la protection des « Bleus ». Une escale est nécessaire et Montauran offre sa résidence de la Vivetière, située sur le parcours, pour abriter madame de Verneuil et permettre aux soldats de bivouaquer pour la nuit. La rivalité est telle entre les deux femmes que madame de Gua profite de l’occasion pour déclencher, avec les chouans du voisinage, une embuscade dans laquelle tombe la troupe qui est massacrée sur place à l’insu de Montauran. Furieuse de cet ignoble acte, Marie de Verneuil, persuadée que son ami Montauran est complice, se sauve à cheval pour gagner Fougères. La désobéissance à ses ordres de ne pas attaquer une patrouille républicaine ne font qu'exciter la passion que Montauran nourrit pour Marie.
Corentin ne lâche pas sa proie et charge Marie de reprendre contact avec le marquis qui préside un conseil de guerre dans un château à Saint-James. Motivée par un désir de vengeance, Marie accepte une invitation pour le grand bal que Montauran organise à Saint-James. Son accueil étant glacial de la part de madame de Gua, Marie quitte la salle de bal suivi de Montauran. Celui-ci lui ayant prouvé son innocence et la confiance étant de retour entre eux, Marie croit bien faire en lui avouant sa situation : « Je suis au service des Bleus » et « ma mission est de vous livrer ». Marie est terriblement affectée par la réponse de celui dont elle est amoureuse. « Allez-vous en… Je vous méprise ». De retour auprès de Corentin, Marie lui annonce qu’elle ne trouvera plus le courage de remplir sa mission. Corentin l’abandonne à son sort.
La guerre est imminente, Corentin et Hulot, malgré leur divergence de tactique entre policier et militaire, tentent d’éviter l’affrontement en essayant de négocier avec l’adversaire à Saint-James. De part et d’autre les positions sont irréconciliables. « La République est une et indivisible ! » face à « Vos canons ne nous font pas peur ! » ….. C’est un échec. En sortant de la réunion, Corentin dit en aparté à Montauran : « Marie sera fusillée demain ! ». Bouleversé par cette horrible annonce, Montauran se rend aussitôt dans une modeste maison où il peut retrouver Marie qui s’y est réfugiée.
Les deux amoureux, désertant réciproquement leurs causes, tombent dans le piège de Corentin. Alors que la maison est encerclée par les soldats républicains, madame de Gua, toujours motivée par sa jalousie pour sa rivale, se rend aussi sur le lieu avec des compagnons pour reprendre de force Montauran afin de le raisonner pour défendre la cause des Chouans, mais elle est mortellement blessée lors des premiers échanges de coup de feu entre les belligérants. Tous deux considérés comme des traîtres par l'un et l'autre camp, les deux amants savent qu’ils ne pourront pas vivre leur impossible amour, et ils décident de se réfugier dans la mort. Ils seront abattus par leurs partisans. Marie est tuée par une balle républicaine et Jean est touché par celle d’un chouan. 

## Fiche technique
- Titre : Les Chouans - Autre titre : le courrier du roi
- Réalisation : Henri Calef, assisté de Jacques de Casembroot
- Œuvre d'origine : Honoré de Balzac
- Adaptation et scénario : Charles Spaak et Pierre Brive, d'après le roman d'Honoré de Balzac
- Dialogues : Charles Spaak
- Décors : Robert Dumesnil
- Photographie : Claude Renoir
- Cadreur : Jean Mousselle
- Son : René Longuet
- Montage : Jacques Grassi et Raymonde Nevers
- Musique : Joseph Kosma
- Décorateur : Robert Dumesnil
- Costumier : Nicole Sandry
- Maquilleurs : Alexandre Marcus et Paule Déan
- Script : Rosy Jégou
- Photographe de plateau : Léo Mirkine
- Producteur : Georges Legrand
- Directeur de production : René Jaspard
- Distributeur : Les Films du Tétras
- Pays de production :  France
- Format : noir et blanc – 35 mm – son mono
- Genre : film historique
- Durée : 97 minutes
- Date de sortie :
  - France : 20 mars 1947

## Distribution
- Jean Marais : le marquis Jean de Montauran
- Madeleine Robinson : madame du Gua
- Madeleine Lebeau : Marie-Nathalie de Verneuil
- Marcel Herrand : Corentin
- Pierre Dux : le commandant Hulot
- Paul Amiot : le comte de Beauvan
- Roland Armontel : Beau-pied
- Jean Brochard : Marche-à-terre
- Guy Favières : Galope-chopine
- Georges Paulais : le marquis du Guénic
- Jacques Charon : le lieutenant Merle
- Louis Seigner : l'abbé Gudin
- Léo Lapara : Pille-miche
- Howard Vernon : le capitaine Gérard
- André Carnège : Fréhel
- Georges Baconnet : l'aubergiste
- Jean Ozenne : un chef royaliste
- Jean-François Calvé
- Roger Bontemps
- Roger Coirault

## Tournage
- Dates du tournage : du 13 mai au 14 août 1946 Tournage en Basse-Bretagne (Ille-et-Vilaine, Pontorson, Fougères, Dol-de-Bretagne, Roche Thorin, baie du Mont-Saint-Michel) et aux studios Eclair à Épinay-sur-Seine (la vieille place d’Alençon reconstruite en plein air, Vivetière). Les extérieurs du Château du Rocher-Portail, château du XVIIe siècle situé à Maen Roch en Ille-et-Vilaine, proche du Mont-Saint-Michel, en particulier la cour d’honneur, la galerie italienne, le pont levis ont servi de décor au film.

- Dans le blog consacré à « l'âge d'or du cinéma français »[1], il est écrit ceci : « Les ouvertures des films de Henri Calef sont toujours soignées et offrent de beaux moments de cinéma. S'il n'est pas son meilleur film, Les Chouans permet, peut-être, toutefois au réalisateur de composer, avec son chef-opérateur Claude Renoir, l'une de ses plus belles séquences introductives. Au crépuscule, une petite barque arrive lentement sur une plage ; un occupant en descend en silence et regarde s'éloigner l'embarcation. En trois plans, on comprend qu'il s'agit de l'infiltration discrète d'un homme important. De fait, le Marquis de Montauran (Jean Marais) arrive d'Angleterre pour prendre la tête d'un réseau de Chouans. Le parallèle avec l'Occupation — bien plus manifeste par la suite — n'est plus à démontrer. Toutefois la star du film se présente d'abord de dos, le regard fixé sur l'horizon (où l'on voit le Mont St-Michel) […] D'abord seul, les pieds dans l'eau, éloigné de la caméra, solitaire devant la barque qui repart, Jean Marais dévoile son visage assuré dans une magnifique contre-plongée magnifiant le caractère décidé de celui qui doit être un chef. De trois quart, le regard sombre et fixé vers l'avenir, comme un portrait princier - cette image construite que le spectateur doit avoir de lui au début du film, que les Chouans qui n'attendent qu'un chef doivent se faire de cet émigré. Lorsqu'il s'enfonce à pieds dans les terres de la Bretagne, on imagine cet homme replonger dans la clandestinité d'une guerre de l'ombre. Un bruit de ralliement (le cri d’une chouette). Les chouans l'attendent... »

## Autour du film
- Chouans : paysans royalistes de l'ouest de la France insurgés contre la Ire République de 1793 à 1800. (Les chouans tirent leur nom du sobriquet d'un de leurs premiers chefs, Jean Cottereau, surnommé Jean Chouan parce qu'il ralliait ses hommes au cri du chat-huant). « Les Blancs » désignait, à l'époque de la Révolution française, les partisans du Roi, du fait de la couleur de la cocarde en fonction dans les troupes de l'Ancien Régime  « Les Bleus » désignait, à l'époque de la Révolution française, les soldats républicains, du fait de la couleur dominante de leur uniforme.  Cette troisième guerre de Vendée s’interrompt lors du coup d'État du 18 brumaire. Premier consul, Napoléon proclame la liberté religieuse et détache 30 000 hommes des frontières pour être envoyées sur place. Face à de telles forces, les chefs vendéens signent la paix le 18 janvier 1800.
- Dans sa biographie de Jean Marais, Gilles Durieux écrit[2] : « Le film de Cocteau (La Belle et la Bête) était à peine terminé que Marais rejoignait une autre équipe, celle d’Henri Calef, et endossait un nouveau costume, celui du marquis de Montauran, contre-révolutionnaire dont Balzac fait le portrait dans Les Chouans. Le roman était en passe d’être adapté par Charles Spaak et Pierre Brive. Il s’agit de narrer les ultimes combats menés par la chouannerie contre la République, et qui s’achèveront par la déroute du mouvement. « Nous sommes en 1799, rapportait un chroniqueur de l’époque, à la veille de la troisième insurrection royaliste, dans le ‘’no man’s land’’ qui sépare les troupes républicaines des insurgés. Tandis qu’au-dessus d’eux les passions politiques se sont exacerbées, deux êtres jeunes les ont oubliées peu à peu pour découvrir qu’une seule passion justifie la vie. »

« Dans ce film, Jean Marais était entouré de la fiévreuse Madeleine Robinson (Madame de Gua) et de la ravissante Madeleine Lebeau qui incarnait Marie de Verneuil, une espionne républicaine dont le marquis était imprudemment amoureux. Le film, qui sortit sur les écrans au printemps 1947, fut assassiné par la critique qui y vit une allusion malsaine à l’Occupation et à la Résistance. Le scandale fut tel qu’il semble que Les Chouans desservit considérablement la carrière, non pas de Jean Marais, mais d’Henri Calef, cinéaste pourtant cultivé et prometteur. »
- À sa sortie, Les Chouans obtient un succès populaire plus important, mais aussi plus éphémère que celui de La Belle et la Bête (1946)[3].

Box-office France 1947 : 2,73 millions de spectateurs 

## Polémique
Le site d'Hervé Dumont Cinéma & Histoire / Histoire & Cinéma, il est écrit : « Au lendemain de la Seconde Guerre mondiale, après la chute du régime de Vichy, le film joue la carte de la réconciliation nationale. Selon le scénariste Charles Spaak, il a toutefois été gravement mutilé par les exploitants qui, craignant blesser les convictions religieuses des spectateurs, ont coupé 50 % des répliques de l’abbé Gudin, le chef politique de l’insurrection qui en appelle à une « guerre sainte » sans pitié au nom de « l’ordre de Dieu » et approuve, en dépit de la parole donnée par le marquis et des lois de l’hospitalité, l’assassinat sournois d’un détachement « bleu » hébergé à Vivetière. Les chefs du maquis défendent tous leurs intérêts égoïstes, comme le souligne aussi Balzac, autre passage censuré dans le film. C’est l’ignominie de ce comportement qui pousse le marquis à se désolidariser de la cause royaliste, et non sa passion pour Marie. […] Les Chouans du roman (de Balzac) n’ont pas pour autant le beau rôle : ils y sont d’un aspect bestial, d’une mentalité primitive, dirigés par des aristocrates ambitieux et des curés démagogues. C’est dire la difficulté à porter pareil texte à l’écran, et, embourbé dans la complexité tant émotionnelle qu’idéologique du récit, le film de Calef est souvent théâtral, maladroit et ampoulé, malgré de fort belles images (signées Claude Renoir), des costumes créés avec soin et une interprétation de qualité, car Jean Marais fait un Montauran très aristocratique et Madeleine Robinson est fort crédible dans toute son ambigüité. »
Dans le blog consacré à « l'âge d'or du cinéma français », il est écrit ceci : « Après son second film et premier chef-d'œuvre, Jéricho (1945), Henri Calef poursuit sa représentation sur grand écran de la société française de l'après-guerre, avec pour cadre historique une autre époque de quasi guerre civile, la fin de la Révolution Française. Les Chouans, adapté du roman de Honoré de Balzac, est plus un film contemporain qu'historique, et montre par la métaphore l'affrontement entre la légitimité et la contestation, à cette différence que la fin du XVIIIe siècle était plus floue : les royalistes peuvent se targuer d'être les représentants de la tradition comme de la contestation, autant que les républicains légitimes dans leur nouveau régime et révolutionnaires dans l'Histoire de France. Comme dans Jericho, Calef s'éloigne des carcans du tout noir ou tout blanc, nuance sa vision, à l'image de cette rencontre entre les chefs de la révolte royaliste et les meneurs des représailles républicaines, qui se disent chacun servir leurs idéaux, quitte à se faire la guerre. En cela, toutes les séquences politiques sont parfaites, comme autant de rappels à l'ambiance nauséabonde de l'épuration des années 1944-1947. […] Les attentistes ne sont pas non plus oubliés, symbolisés par ce patron d'auberge qui se déclare ni d'un bord, ni de l'autre. […] Henri Calef se garde bien de juger ses personnages et ne prend parti pour aucun camp, y compris pour son héros romantique à qui l'on peut reprocher sa faiblesse ou admirer sa raison. […] Si l'histoire minaude un peu, on se raccroche à l'intrigue grâce à l'épatant casting : outre un Jean Marais en pleine possession de ses moyens, ténébreux et passionné, on retrouve Madeleine Robinson en chef exaltée de la révolte royaliste, Madeleine Lebeau en républicaine dont le cœur balance — un personnage bien plat mis en valeur par sa beauté —, et des seconds rôles efficaces : Jean Brochard en chouan acariâtre, Louis Seigner en ecclésiastique guerrier, Paul Amiot en aristocrate, Léo Lapara en paysan, Howard Vernon en capitaine républicain tombé dans une embuscade. Un savoureux duo se distingue dans le camp des bleus : Pierre Dux, fougueux officier républicain aux ordres du mystérieux et sarcastique Marcel Herrand, inquiétant au possible, mais tempéré par une volonté d'épargner le sang des français. »